# Рудольф Леопольд
Рудольф Леопольд (нім. Rudolf Leopold; 1 березня 1925, Відень — 29 червня 2010, Відень) — австрійський лікар-офтальмолог і колекціонер творів мистецтва, директор музею, названого на його честь, в Музейному кварталі у Відні.

## Біографія
Рудольф Леопольд вивчав офтальмологію у Віденському університеті, там же здобув докторський ступінь (1953).
Леопольд став колекціонувати твори мистецтва в 1947 році, ще під час навчання під впливом лекцій з історії мистецтва, почавши зі старих майстрів і художників XIX століття. 1950 року він познайомився з творчістю Шіле і перейшов на мистецтво XX століття. 1955 року він виставив в Амстердамі виставку сучасного австрійського мистецтва, що отримала високу оцінку. Еґон Шіле був представлений ширшій аудиторії. Після цього успіху більші організовані Леопольдом виставки Шіле пройшли в Інсбруку, Лондоні і Нью-Йорку.

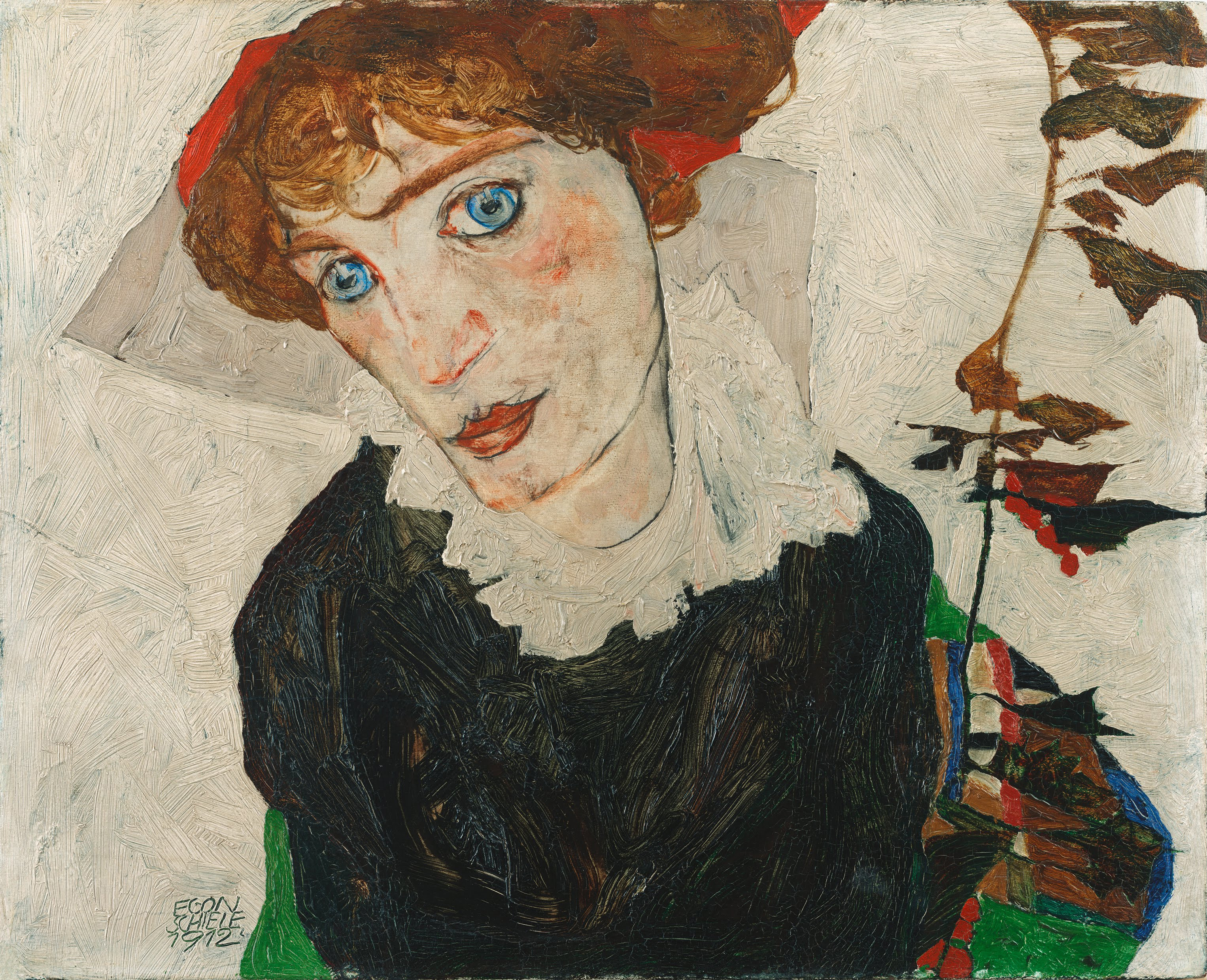
Скандальний Портрет Валлі. Полотно було конфісковане австрійськими нацистами та згодом потрапило до музею Леопольда.

Рудольф Леопольд в 1972 році опублікував свою велику монографію про Шіле з найважливішим переліком робіт. У період з 1989 по 1991 рік, виставка «Еґон Шіле і його час» з великим успіхом проведені в Цюриху, Відні, Мюнхені, Вупперталі і Лондоні. За ними відбулися виставки в Тюбінгені, Дюссельдорфі та Гамбургу, Ґраці, в Нью-Йорку і в Барселоні, на світовій виставці Expo 2000 у Ганновері.
Рудольф Леопольд найбільше знаний тим, що в 2001 році заснував Музей Леопольда — найвідвідуваніший у Музейному кварталі Відня. У 1990-х його колекція налічувала близько 5 тисяч робіт і оцінювалася в 7,9 мільярда шилінгів (574 мільйонів євро). Ще у 1994 році Рудольф Леопольд, за сприяння Австрійської Республіки і Австрійського національного банку, передав свою колекцію в майбутній музей. Леопольд також отримав довічну посаду музеологічного директора. Музей має у своєму розпорядженні значні збірки робіт австрійського експресіонізму: в ньому зберігаються видатні роботи художників Ґустава Клімта і Оскара Кокошки, а також найбільше зібрання робіт Еґона Шіле.
В останні роки Леопольда звинувачували в тому, що він зберігає у своїй колекції роботи, конфісковані нацистами у законних власників. Попри те, що Австрія схвалила реституцію предметів мистецтва, відібраних при Гітлері, Музей Леопольда, бувши приватною організацією, жодного разу не віддавав робіт зі своєї колекції. Сам Рудольф Леопольд заявляв, що ніколи не купував творів, заздалегідь знаючи, що вони незаконно дісталися нацистам, і виступав проти реституції, воліючи компенсувати вартість робіт грошима.